# (8071) Simonelli
(8071) Simonelli es un asteroide perteneciente al cinturón de asteroides descubierto el 5 de abril de 1981 por Edward Bowell desde la Estación Anderson Mesa (condado de Coconino, cerca de Flagstaff, Arizona, Estados Unidos).

## Designación y nombre
Designado provisionalmente como 1981 GO. Fue nombrado en honor a Damon P. Simonelli (n. 1959), científico planetario de la Universidad de Cornell y experto en el estudio de cuerpos parecidos a planetas menores utilizando fotometría de naves espaciales. Simonelli fue el desarrollador del modelo fotométrico estándar de Fobos y un importante contribuyente al análisis de las observaciones terrestres y de Galileo de (951) Gaspra y (243) Ida. Nombre sugerido por BE Clark y cita proporcionada por J. Veverka.

## Características orbitales
(8071) Simonelli está situado a una distancia media del Sol de 2,341 ua, pudiendo alejarse hasta 2,484 ua y acercarse hasta 2,199 ua. Su excentricidad es 0,061 y la inclinación orbital 3,353 grados. Emplea 1308,35 días en completar una órbita alrededor del Sol.

## Características físicas
La magnitud absoluta de (8071) Simonelli es 14,41. Tiene 8,097 km de diámetro y su albedo se estima en 0,047.